# 幸田延
幸田 延（こうだ のぶ、1870年（明治3年）4月19日（旧暦3月19日） - 1946年（昭和21年）6月14日）は、日本のピアニスト、ヴァイオリニスト、音楽教育家、作曲家。
クラシックの分野で日本初の作曲家とされ、妹のヴァイオリニストである安藤 幸（あんどう こう）と共に、日本における本格的音楽家の草分けとされている。

## 来歴

### 生い立ち～メーソンとの出会い
1870年（明治3年）4月19日（旧暦3月19日）に東京府東京市下谷区仲御徒町で、幕府で大名に給仕を行う幕臣の父・幸田成延と母・猷の長女として生まれる。兄に大日本帝国海軍軍人である郡司成忠と作家の幸田露伴、弟に歴史学者の幸田成友、妹にヴァイオリニストの安藤幸がいる著名人一家で、猷から三味線に見立てた二尺差しと裁縫のへらを延に持たせて、針仕事をしながら長唄の手ほどきを受けた。三味線を実際に持てるようになってからの進歩は早く、猷の師でもある杵屋えつに長唄を師事し、1872年（明治5年）に太政官体布告で学制が発布されて以降は、1876年（明治9年）に東京女子師範学校附属小学校（現：お茶の水女子大学付属小学校）に延を入学させ、初代・山勢松韻に箏曲を師事させた。
明治政府が招聘したアメリカ合衆国の音楽研究者、ルーサー・ホワイティング・メーソンが1880年（明治13年）に来日し、文部省音楽取調掛（のちの東京音楽学校、現：東京芸術大学）に雇用された。メーソンは多忙を極める中でも1881年（明治14年）に合唱指導で東京女子師範学校附属小学校へ向かい、そこで延と知り合う。延の才能を見出したメーソンは延の両親に「毎週土曜日に個人授業をしたい」と申し出て、週末はメーソンがいる東京府東京市本郷区にある音楽取調掛へ通い、メーソンとメーソンの助手である中村専・瓜生繁子にピアノを師事する。
メーソンは帰国する直前に延の母・猷と会い、音楽の専門教育を受けさせるように助言した。それを受けて1882年（明治15年）に東京女子師範学校附属小学校を卒業した延はそのまま音楽取調掛へ進み、伝習人となった。音楽取調掛の入学自体は1879年（明治12年）から始まっており、延は途中編入学の扱いだった。音楽取調掛にはメーソンが持参したピアノが設置されており、延は前年に10年間のアメリカ留学から帰国したばかりの“第一回海外女子留学生”だった瓜生からピアノを習ったほか、海軍軍楽隊教師として1879年（明治12年）に来日し、帰国したメーソンの後任として迎えられていたフランツ・エッケルトにヴァイオリンを習い始めた。1884年（明治17年）2月に行われたヴァイオリンの実技試験では、クロイツェル「42の奇想曲あるいは練習曲」の第42番を弾き、高得点を獲得した。
延は1884年（明治17年）7月に音楽取調掛を第1回卒業生として卒業する。入学式で延を含めて22名いた伝習人は僅か3名（ほかに遠山甲子、市川ミチ）のみが残っていたが、これは中途退学者が相次ぎ、宮内庁雅楽所に所属する者と中村が途中で伝習人から助教授となったためである。7月20日に行われた卒業演奏会ではピアノでウェーバーの「舞踏への招待」、ヴァイオリンでアイルランドの民謡「ラスト・ローズ・オブ・サマー」を演奏した。卒業後は母校の研究科に在籍しつつ、お雇い外国人の助手となった。

### 海外留学～日本人初のクラシック音楽作品
1887年（明治20年）に音楽取調掛は、日本唯一の音楽の専門教育機関として「東京音楽学校」へ改組される。延は初代外国人教師のオーストリア人、ルドルフ・ディットリヒにヴァイオリンを師事したところ、延の楽才に驚き、ディットリヒから海外留学を熱心に進められる。1889年（明治22年）2月に大日本帝国憲法が発布されると、同年4月にディットリヒからの推薦をもとに延が「第1回文部省派遣留学生」に選ばれた。いわゆる“音楽留学生”としてアメリカ・ボストンのニューイングランド音楽院へ1年間を過ごしながらエーミール・マールにヴァイオリンを、カール・フェルテンにピアノを、スティーヴン・アルバート・エメリーに和声学をそれぞれ師事した。その後はオーストリアのウィーン楽友協会音楽院に入学し、ヨーゼフ・ヘルメスベルガー2世にヴァイオリンを、フリーデリケ・ジンガーにピアノを、ヘルマン・グレーデナーに和声学を、ロベルト・フックスに和声学・対位法・作曲をそれぞれ師事した。
延はウィーン音楽院時代の1895年（明治28年）に「ヴァイオリンソナタ第１番変ホ長調」（3楽章・未完、楽譜を池辺晋一郎が補筆）を作曲し、1897年（明治30年）に東京音楽学校学友会演奏会で演奏した同曲が、日本人による初のクラシック音楽作品となる。

### 音楽学校教授として
11月9日に帰国してからは古巣である東京音楽学校（旧：音楽取調掛）の助教授に、この前年に帰国したディットリヒの後任として起用され、就任した。1899年（明治32年）には教授へ昇格し、のちに首席教授となる。同校では瀧廉太郎・三浦環・本居長世・山田耕筰・久野久・萩原英一らを育成した。
帰国当初、延はピアノよりヴァイオリンに重点をおいた活動を行ってきており、非公開の演奏会であるものの日本人として初めて「無伴奏ヴァイオリン・パルティータ第２番BWV1004」の難曲である第5楽章「シャコンヌ」を演奏した。当時のヴァイオリン史においては非常に画期的なことだったが、延は1898年（明治31年）から東京音楽学校のピアノ講師に就任したラファエル・フォン・ケーベルと出会ったことで、ピアノ科教授としてピアノを専門的に教えることとなる。ケーベルは1893年（明治26年）に東京帝国大学（現：東京大学）文学部哲学科の教授として来日したロシア人で、ピアノが巧みだったことから東京音楽学校の講師も兼務することとなった。モスクワ音楽院の創立者でもあるニコライ・ルービンシュタインから直接学んだ音楽家から徹底的にピアノを学び、ピアノ科教授として正式に任命された。
延が最も活躍したとされる時期は、上記の1897年（明治30年）頃だとされている。留学先でのピアノ、ヴァイオリンの習得だけでなく声楽曲や作曲にも活躍の場を広げ、この時代に発行されていた大衆紙「日本」では国内で2番目の高額所得女性として延が挙げられている。当時のメディアによる噂による面もあるが、それでも当時の延の活躍を伺うことが出来る。しかし、こうした活躍には延の豪放な性格から「上野の西大后」と周囲から呼ばれる一方、高収入などへの妬みが徐々に増していき、1908年（明治41年）頃からはこれまでの称賛に代わって批判が相次ぐようになる。当時の音楽学校には2つの派閥があり、1つは延を支持する本科所属の女性教官らのグループと、もう一つは師範科の男性教官らのグループで、両者の対立が巷に広がるようになる。
延は結局、1909年（明治42年）に東京音楽学校の教授を辞職した。しかしこれは学校側で勝手に退職ではなく解雇の手続きを行い、出勤してそれを伝えられた延は憤然としてそのまま帰宅した。周囲からは延への同情と学校の対応への怒りの声があがるが、延は同年9月25日に横浜から出港して欧米を視察する。この間には日本で学ぶことが無かった合唱も学び、かつての恩師であるディットリヒとも再会した。

### 晩年～審声会と洋洋楽堂
視察から帰国した延は、1912年（明治45年・大正元年）に東京府麹町区紀尾井町（現：東京都千代田区紀尾井町）の自宅に家庭音楽の普及を目指して「審声会」を開き、山本直忠などにピアノを教えた。これ以降は東宮職御用掛となり、皇族に音楽を教授することとなる。
1918年（大正7年）10月17日には住まいの日本家屋の左手に別棟の音楽堂を建設した。母屋から渡り廊下で行き来できるようにした音楽堂は「洋洋楽堂」と命名され、壁の色を白と金色にし、約30～40畳ほどの広さにステージを設置したところへ愛用のスタインウェイと、右側にプレイエルのグランドピアノを設置した。
1937年（昭和12年）には帝国芸術院設立と共に会員となる。女性では初めて、楽壇からの帝国芸術院会員となった。1941年（昭和16年）に第二次世界大戦が勃発すると弟子らは稽古に通うことが困難となり、表立った活動も出来なくなった。空襲が激しくなった1944年（昭和19年）頃には軽井沢へ疎開し、終戦後は紀尾井町の自宅へ戻ったものの、戦時中の生活が祟って心臓を弱らせていた。「審声会」の再開に希望をつなぎ、かつての弟子も数多く訪問することが増えたが、延の病状は悪化していった。そして1946年（昭和21年）6月14日、姪や親族、2人の弟子に看取られながら心臓病で死去、76歳没。墓所は東京都大田区の池上本門寺にある。
1916年（大正5年）に作曲した神奈川県立高等女学校（現：神奈川県立横浜平沼高等学校）の校歌は、延が作曲した唯一の校歌である（作詞は佐佐木信綱）。この曲の冒頭はかつての弟子である瀧廉太郎が作曲した「荒城の月」と同じ音型だが、これは延による、早逝した弟子へのオマージュであるとの解釈がある。

## 作品

### 管弦楽曲
- 大礼奉祝曲、カンタータあるいは混声四部合唱つき管弦楽曲（1915年発表、全4楽章）[27]

### 声楽曲
- 今は学校後に見て（1901年出版の『中学唱歌』（東京音楽学校編纂）に収録、無伴奏単声用唱歌）[27]
- 藤のゆかり（六月廿五日奉祝の歌）（1915年発表・出版、下田歌子 詞、ピアノ伴奏つき単声用歌曲）[27]
- 神奈川県立高等女学校・女子師範学校校歌（1916年発表、佐佐木信綱 詞）[27]
- 常若の花（三月六日奉祝の歌）（1929年発表・出版、与謝野晶子 詞、ピアノ伴奏つき単声用歌曲）[27]
- 蘆間舟（1931年発表、明治天皇 詞、ピアノ伴奏つきアルト独唱と女声三部のための合唱曲）[27]
- 天（1931年発表、明治天皇 詞、無伴奏混声四部合唱曲）[27]
- 今日の幸（伊達宗曜 詞、無伴奏単声用歌曲）[28]

### 室内楽曲
- ヴァイオリンソナタ 変ホ長調（1895年作曲、1897年発表、2006年出版[29]）[13][27]
  1. 変ホ長調
  2. Adagio ト長調
  3. Finale. Allegro (Rondo) 変ホ長調（再現部5小節まで現存）
- ヴァイオリンソナタ ニ短調（2006年出版[29]、未完の第1楽章 Moderato のみ）[13][28]

### ピアノ曲
- 4手のための連弾小曲 Allegro ハ長調[28]
- 小変奏曲 ハ長調（主題 Moderato と5つの変奏とコーダ）[28]

## 登場作品
- 映画
  - 荒城の月（1958年 演：村瀬幸子）
  - 花の宴（1967年 演：村松英子）
  - わが愛の譜 滝廉太郎物語（1993年 演：檀ふみ）

- テレビドラマ
  - 小石川の家（1996年 演：淡島千景）
  - 日本のヴァイオリン王〜名古屋が生んだ世界のマエストロ 鈴木政吉物語〜（2016年 演：遊井亮子）

- ラジオドラマ
  - 荒城の月（1958年 演：村瀬幸子）

- 演劇
  - オペラ 瀧廉太郎（1998年 演：梅津百合子）
  - 音楽劇 荒城の月～落日の譜～《A組公演》（2012年 演：藤田桂子）
  - 音楽劇 荒城の月～落日の譜～《B組公演》（2012年 演：野村伸江）
  - 絶筆～LAST MUSIC（2013年 演：藤田由里子）

### 翻訳
- 幸田延子(述)「私の半生」『音楽世界』第3巻第6号、1931年

## 関連文献
- 『幸田延の『滞欧日記』』 瀧井敬子／平高典子編、 東京藝術大学出版会、2012年3月